# 马其顿卡梅尼察

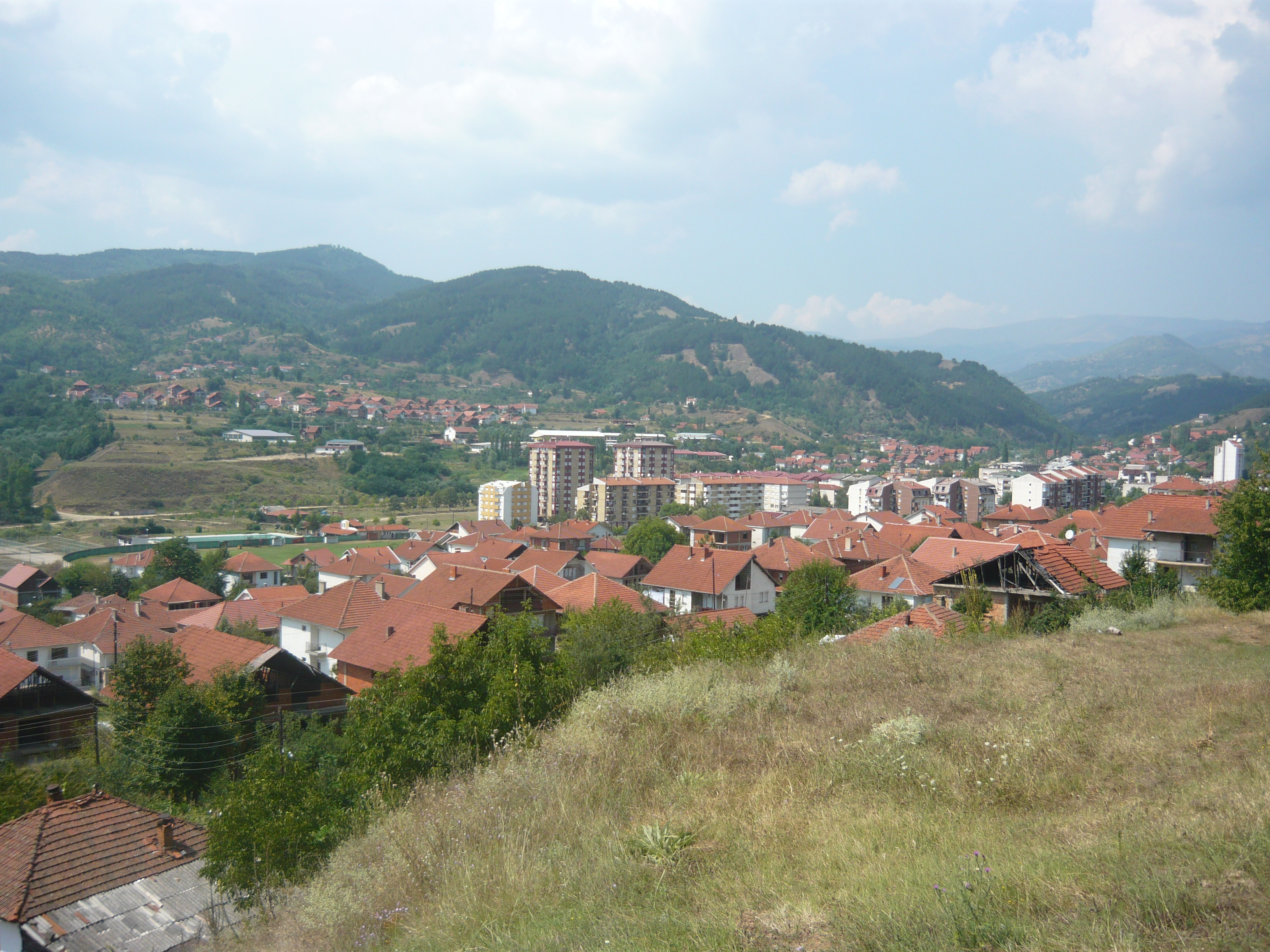
马其顿卡梅尼察风景

马其顿卡梅尼察，是北馬其頓東北部馬其頓卡梅尼察市鎮内的城镇及行政中心。人口数量为5,147人。

## 外部連結
- 马其顿卡梅尼察市镇官方网站 （页面存档备份，存于） （馬其頓文）